# Maria Ludovica von Spanien

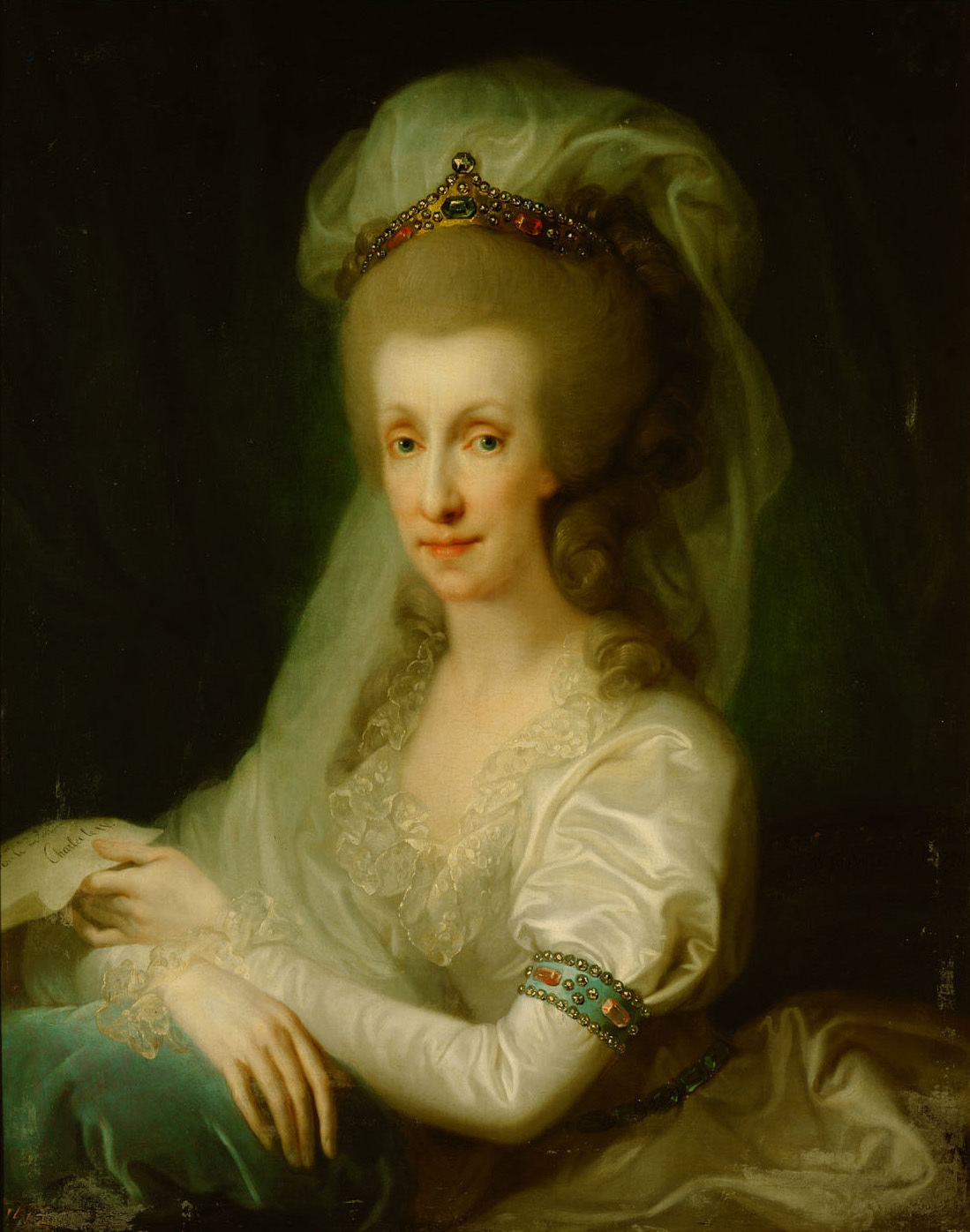
Kaiserin Maria Ludovica (1790)

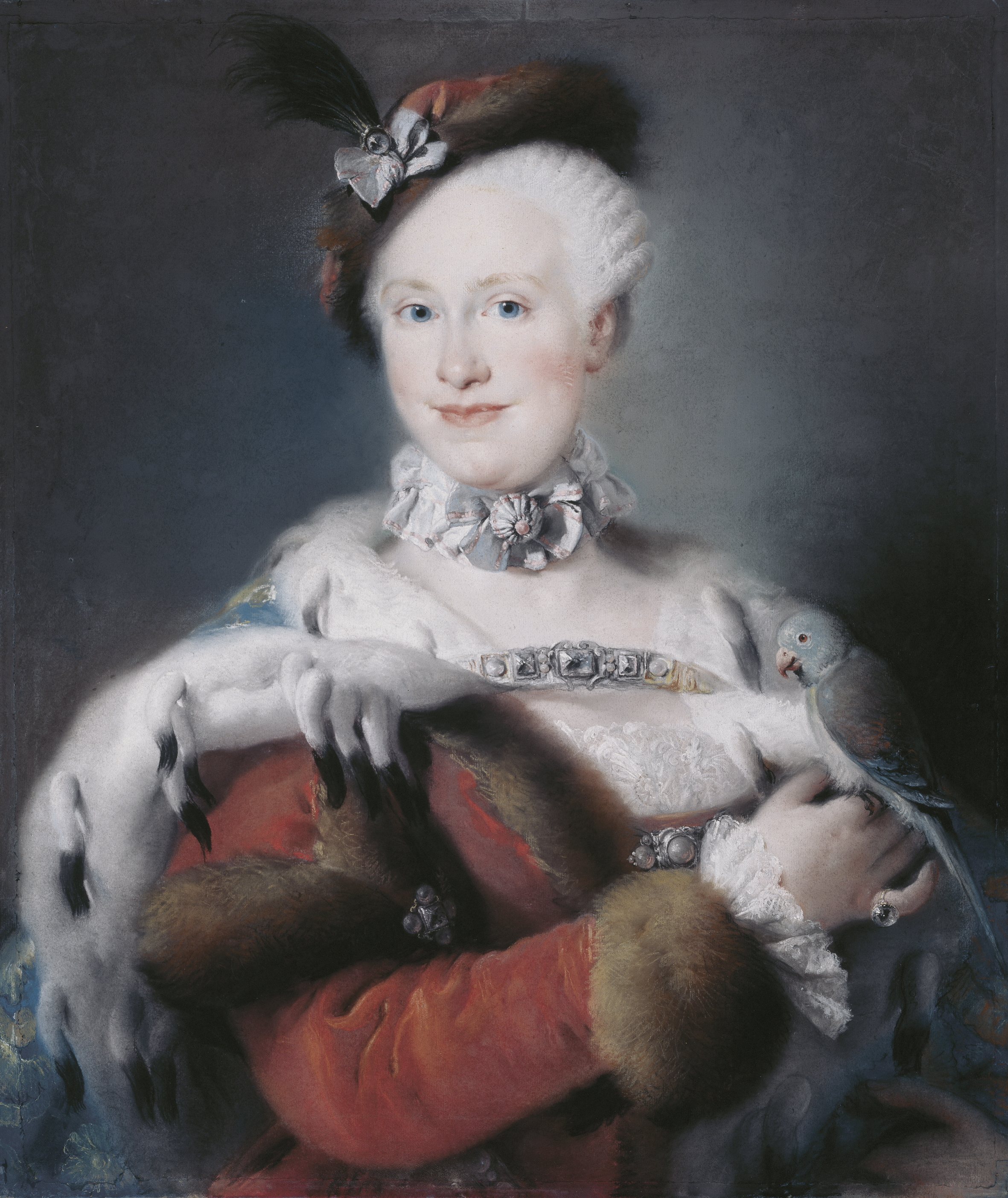
Maria Ludovica vor ihrer Hochzeit (1764)

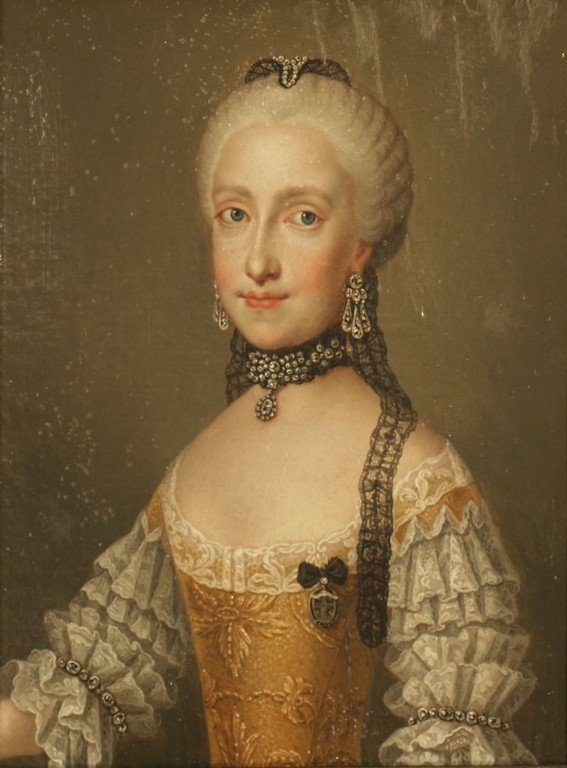
Maria Ludovica von Spanien um 1789

María Ludovica von Spanien (spanisch: María Luisa de Borbón; * 24. November 1745 in Portici; † 15. Mai 1792 in Wien) war eine Tochter Karls III. von Spanien (1716–1788) und der Maria Amalia von Sachsen (1724–1760). Sie war durch Geburt eine Infantin von Spanien sowie als Gemahlin Leopolds II. (1747–1792) von 1765 bis 1792 Erzherzogin von Österreich, von 1765 bis 1790 Großherzogin der Toskana sowie von 1790 bis 1792 Kaiserin des Heiligen Römischen Reiches und Königin von Böhmen, Kroatien und Ungarn.

## Leben

### Herkunft und frühes Leben
Maria Ludovica wurde in Portici (Kampanien) geboren, einem Ort, in dem ihre Eltern, die von 1735 bis 1759 als König und Königin von Neapel und Sizilien herrschten, einen königlichen Sommerpalast errichten ließen. Sie war die fünfte von sieben Töchtern, von denen – neben ihr – nur ihre um ein Jahr ältere Schwester María Josefa (1744–1801) das Erwachsenenalter erreichte. Von ihren sechs (jüngeren) Brüdern, darunter Karl IV. von Spanien (1748–1819) und Ferdinand I. von Sizilien (1751–1825), starb nur der Jüngste Francisco Javier (1757–1771) als Jugendlicher.
Maria Ludovica verlebte eine glückliche Kindheit in den Palästen von Neapel, Capodimonte und Portici. Deshalb sprach sie Italienisch mit neapolitanischem Akzent. Als sie noch ein Mädchen war, wurde bereits ihre Verheiratung mit dem Erzherzog Karl Joseph, dem zweiten Sohn Kaiserin Maria Theresias, beschlossen, doch starb der in Aussicht genommene Bräutigam bereits im Januar 1761.
Nachdem ihr Vater 1759 als Karl III. seinen Halbbruder Ferdinand VI. (1713–1759) als König von Spanien beerbt hatte, zogen Maria Ludovica, ihre Eltern und einige Geschwister nach Spanien. Sie segelten am 6. Oktober 1759 von Neapel ab, landeten am 17. Oktober in Barcelona und machten sich von dort auf den Weg nach Madrid. Da Maria Ludovica und ihre Brüder aber unterwegs in Saragossa an den Masern erkrankten, kamen sie erst am 9. Dezember 1759 in der spanischen Hauptstadt an. Die nächsten Jahre verlebte Maria Ludovica gemeinsam mit ihrer Familie in vornehmen Residenzen in der Region Madrid, vor allem im Palacio del Buen Retiro, im Palacio Real de Aranjuez, im Palacio Real La Granja de San Ildefonso und im Escorial.

### Heirat mit Leopold II.
Im Rahmen der Heiratspolitik Maria Theresias, die mehrere ihrer Kinder mit Sprösslingen der Dynastie der Bourbonen zu verehelichen suchte, wurde die Vermählung Maria Ludovicas mit dem eineinhalb Jahre jüngeren Erzherzog Peter Leopold, dem dritten Sohn von Kaiser Franz Stephan  und Maria Theresia, vereinbart. Der Erzherzog war zugleich der Thronfolger des Großherzogtums Toskana. König Karl III. übertrug dem neu zu vermählenden Paar jene Besitztümer des Hauses Medici, auf die er über seine Mutter Elisabetta Farnese Anspruch hatte. Am 16. Februar 1764 fand  Maria Ludovicas Heirat per procurationem mit Peter Leopold in Madrid statt, wobei auch große Festlichkeiten veranstaltet wurden. Sie hatte aber zuvor auf Wunsch ihres Vaters auf ihre Ansprüche auf den spanischen Thron verzichten müssen.
Nachdem Maria Ludovica noch bis Juni 1765 in Spanien geblieben war, machte sie sich auf den Weg nach Innsbruck, wo ihre persönliche Trauung mit ihrem Bräutigam erfolgen sollte. Sie landete in Genua, und Peter Leopold reiste ihr von Innsbruck aus nach Süden entgegen. Das Paar sah sich erstmals am 1. August 1765. Die Infantin wurde damals als blonde Frau mit schönem, lichtem Teint und freundlichem, bescheidenem Wesen beschrieben. Peter Leopold litt aber unter Durchfall und einer Darminfektion. Seine Krankheit überschattete seine Hochzeit, die am 5. August 1765 in der Innsbrucker Pfarrkirche St. Jakob erfolgte. Außerdem fiel eine aus diesem Anlass komponierte Oper durch und ein großes Feuerwerk musste wegen Schlechtwetters abgesagt werden. Nur wenige Tage später, am 18. August 1765, starb auch noch Kaiser Franz Stephan, und Maria Ludovicas Ehemann Peter Leopold wurde der neue Großherzog der Toskana. Beide Ereignisse, die Hochzeit zwischen Peter Leopold und Maria Ludovica und der Tod des Kaisers, wurden auf dem Innsbrucker Triumphbogen dargestellt und sind heute noch zu besichtigen.

### Großherzogin der Toskana
Nach dem Tod des Kaisers zogen die frisch vermählten Eheleute nach Florenz, wo sie am 13. September 1765 eintrafen und sich im Palazzo Pitti niederließen. Von Florenz aus herrschten sie bis 1790 im Großherzogtum Toskana und setzten einige Reformen im aufklärerischen Sinn um. Ihre Regentschaft wurde überschattet vom Streit mit Kaiser Joseph II., der die „toskanische Reservekasse“ als Erbe seines Vaters beanspruchte und schließlich auch erhielt. Dadurch verschlechterte sich das Verhältnis zwischen den beiden Brüdern. Erst die Geburten der Söhne Franz (1768–1835) und Ferdinand (1769–1824) entspannte langsam das Verhältnis zwischen den Habsburgern in Florenz und Wien. Aufgrund ihrer zahlreichen Geburten begann Joseph II. seine Schwägerin Maria Ludovica zunehmend zu achten. Er war ihr dankbar, dass die Habsburger Erbfolge ausreichend gesichert war und er sich deshalb nicht mehr um eigenen Nachwuchs bemühen musste. Insgesamt stammten vier Hauptlinien der Habsburger, die das Ende der österreichisch-ungarischen Monarchie 1918 überdauerten, von Maria Ludovica und ihrem Gatten ab.
Maria Ludovica war stets eine loyale, ihrem Gatten hilfreich zur Seite stehende Ehefrau und nahm seine Seitensprünge mit Haltung hin. So erschien einmal Peter Leopolds Jugendliebe, die Gräfin Erdödy, in Florenz und gab mit ihrem Besuch Anlass zu Hoftratsch. Auch einige Damen des Florentiner Adels sollen zu seinen Geliebten gehört haben. Die beiden bekanntesten Favoritinnen des Großherzogs waren eine englische Lady, Anna Cowper, und eine römische Tänzerin, Livia Raimondi, mit der er einen Sohn, Luigi von Grün (1788–1814), hatte und der er ein kleines Palais in Florenz schenkte. Maria Ludovica soll sogar mit Livia Raimondi, die Peter Leopold nach dessen Thronbesteigung 1790 mit ihrer Familie nach Wien folgte, freundschaftlich verkehrt und gemeinsam mit ihr Handarbeiten angefertigt haben.
Als Großherzogin der Toskana machte sich Maria Ludovica bereits in ihrem ersten Jahr in Florenz während der Hungersnot von 1765 beliebt, als sie die Armen mit Nahrungsvorräten versorgte und ihnen medizinische Hilfe angedeihen ließ. Sie wurde nie als Großherzogin gekrönt, obwohl sie bei der Krönung Peter Leopolds im Juli 1768 anwesend war. Sie begleitete ihren Gatten und ihre Schwägerin Maria Karolina von Österreich anlässlich der Heirat der Letzteren mit ihrem Bruder Ferdinand, dem König von Neapel-Sizilien; und das Paar blieb im Sommer 1768 dort. 1770 begleitete Maria Ludovica ihren Gemahl bei seinem Besuch in Wien. Während Peter Leopold sich vor allem seiner politischen Tätigkeit und seinen privaten Vergnügungen widmete, isolierte sich Maria Ludovica fast vollständig von der adligen Gesellschaft und kümmerte sich hauptsächlich um die Erziehung ihrer Kinder. Sie und ihr Gatte gewährten ihren Kindern viele Freiheiten, ohne Bindung an ein formelles Hofleben, und nahmen sie gelegentlich auf Ausflüge in ländliche Gebiete und an die Küste mit. Die Großherzogin blieb der lokalen Aristokratie weitgehend unbekannt und unterhielt in ihrem Privatleben nur Kontakt zu einem kleinen Freundeskreis. Der Statthalter von Triest, Graf Carl Zinzendorf, notierte 1779 in seinem Tagebuch, dass er über Maria Ludovicas Zwanglosigkeit und Freundschaft, die sie in Gesellschaft ihres Gatten an den Tag lege, erfreut sei; sie sehe aber recht ältlich und hässlich aus.

### Kaiserin
Peter Leopold erbte nach dem Tod seines erbenlos verstorbenen Bruders Joseph II. († 20. Februar 1790) die habsburgischen Länder in Mitteleuropa. Er wurde kurz danach zum römisch-deutschen Kaiser Leopold II. gewählt und verlegte seinen Wohnsitz nach Wien, wo Maria Ludovica die Pflichten einer kaiserlichen Gemahlin wahrnahm. Zu den Krönungsfeierlichkeiten von Maria Ludovica und Leopold II. zum König und zur Königin von Böhmen erklang am 6. September 1791 in Prag Mozarts Oper La clemenza di Tito. Nach deren Aufführung soll sie „una porcheria tedesca“ („eine deutsche Schweinerei“) ausgerufen haben. Diese angebliche Äußerung der Kaiserin ist aber erst spät (erstmals 1871 in Alfred Meißners Rococo-Bilder) bezeugt und daher nicht sicher verbürgt. Die Herrschaft in der Toskana übernahm ihr zweiter Sohn Ferdinand III. (1769–1824).
Bereits zwei Jahre später starben Leopold II. († 1. März 1792) und Maria Ludovica († 15. Mai 1792); ihr gemeinsamer ältester Sohn Franz II. (1768–1835) wurde noch im gleichen Jahr als letzter Kaiser des Heiligen Römischen Reiches gekrönt. Maria Ludovica wurde an der Seite ihres Ehemannes in der Kapuzinergruft beerdigt. Ihre Herzurne befindet sich in der Loretokapelle der Wiener Augustinerkirche, ihre Eingeweideurne in der Herzogsgruft. Maria Ludovica gehört damit zu jenen 41 Personen, die eine „Getrennte Bestattung“ mit Aufteilung des Körpers auf alle drei traditionellen Wiener Begräbnisstätten der Habsburger (Kaisergruft, Herzgruft, Herzogsgruft) erhielten.
Durch ihren frühen Tod hinterließen Leopold II. und Maria Ludovica mehrere minderjährige Waisen.

## Ehe und Nachkommen

Maria Ludovica und Großherzog Leopold im Kreise ihrer Familie 1776 in Florenz

Leopold II. und Maria Ludovica hatten 16 Kinder, darunter:

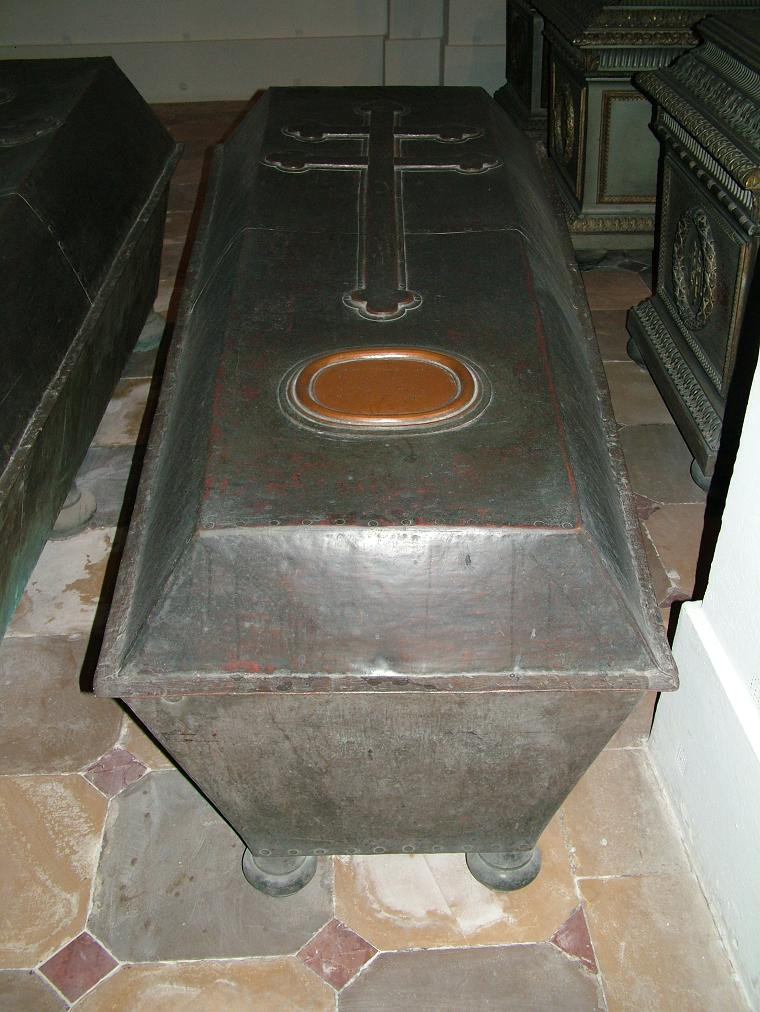
Sarkophag von Kaiserin Maria Ludovika in der Kapuzinergruft.

- Marie Therese (1767–1827) ⚭ 1787 Anton, König von Sachsen
- Franz II. Joseph Karl (1768–1835), deutscher und österreichischer Kaiser

1. ⚭ 1788 Elisabeth von Württemberg (1767–1790)
2. ⚭ 1790 Maria Theresia von Neapel-Sizilien (1772–1807)
3. ⚭ 1808 Maria Ludovika Beatrix von Österreich-Este (1787–1816)
4. ⚭ 1816 Karoline Auguste von Bayern (1792–1873)

- Ferdinand III. (1769–1824), Großherzog der Toskana

1. ⚭ 1790 Maria Louisa von Neapel-Sizilien (1773–1802)
2. ⚭ 1821 Maria Anna von Sachsen (1796–1865), Tochter des Maximilian von Sachsen (1759–1838)

- Maria Anna (1770–1809), Äbtissin des Theresianischen Damenstiftes in Prag
- Karl von Österreich-Teschen (1771–1847), Herzog von Teschen ⚭ 1815 Henriette Alexandrine von Nassau-Weilburg (1797–1829)
- Alexander Leopold (1772–1795)
- Albrecht (1773–1774)
- Maximilian (1774–1778)
- Joseph Anton Johann von Österreich (1776–1847)

1. ⚭ 1799 Alexandra Pawlowna Romanowa (1783–1801)
2. ⚭ 1815 Hermine von Anhalt-Bernburg-Schaumburg-Hoym (1797–1817)
3. ⚭ 1819 Maria Dorothea von Württemberg (1797–1855)

- Maria Klementine von Österreich (1777–1801) ⚭ Franz I. (1777–1830), König von Sizilien
- Anton Viktor von Österreich (1779–1835), Kurfürst von Köln
- Maria Amalia (1780–1798)
- Johann von Österreich (1782–1859) ⚭ 1829 Anna Plochl (1804–1885)
- Rainer Joseph von Österreich (1783–1853) ⚭ 1820 Maria Elisabeth von Savoyen-Carignan (1800–1856)
- Ludwig von Habsburg-Lothringen (1784–1864)
- Rudolf von Österreich (1788–1831), Kardinal und Erzbischof von Olmütz

## Vorfahren
| Ahnentafel Maria Ludovica von Spanien | Ahnentafel Maria Ludovica von Spanien                                                    | Ahnentafel Maria Ludovica von Spanien                                                             | Ahnentafel Maria Ludovica von Spanien                                                                              | Ahnentafel Maria Ludovica von Spanien                                                                              | Ahnentafel Maria Ludovica von Spanien                                                                       | Ahnentafel Maria Ludovica von Spanien                                                                         | Ahnentafel Maria Ludovica von Spanien                                                       | Ahnentafel Maria Ludovica von Spanien                                                                               |
| ------------------------------------- | ---------------------------------------------------------------------------------------- | ------------------------------------------------------------------------------------------------- | --- | --- | --- | --- | ------------------------------------------------------------------------------------------- | --- |
| Ururgroßeltern                        | König Ludwig XIV. von Frankreich (1638–1715) ⚭ 1660 Maria Teresa von Spanien (1638–1683) | Kurfürst Ferdinand Maria von Bayern (1636–1679) ⚭ 1650 Henriette Adelheid von Savoyen (1636–1676) | Ranuccio II. Farnese, Herzog von Parma und Piacenza (1630–1694) ⚭ 1664 Isabella von Este (1635–1696)               | Kurfürst Philipp Wilhelm von der Pfalz (1615–1690) ⚭ 1653 Elisabeth Amalie von Hessen-Darmstadt (1635–1709)        | Kurfürst Johann Georg III. von Sachsen (1647–1691) ⚭ 1666 Anna Sophie von Dänemark und Norwegen (1647–1717) | Markgraf Christian Ernst von Brandenburg-Bayreuth (1644–1712) ⚭ 1671 Sophie Luise von Württemberg (1642–1702) | Kaiser Leopold I. (1640–1705) ⚭ 1676 Eleonore Magdalene von der Pfalz (1655–1720)           | Herzog Johann Friedrich von Braunschweig-Calenberg (1625–1679) ⚭ 1668 Benedicta Henriette von der Pfalz (1652–1730) |
| Urgroßeltern                          | Louis le Grand Dauphin (1661–1711) ⚭ 1680 Maria Anna Victoria von Bayern (1660–1690)     | Louis le Grand Dauphin (1661–1711) ⚭ 1680 Maria Anna Victoria von Bayern (1660–1690)              | Odoardo II. Farnese, Erbherzog von Parma und Piacenza (1666–1693) ⚭ 1690 Dorothea Sophie von der Pfalz (1670–1748) | Odoardo II. Farnese, Erbherzog von Parma und Piacenza (1666–1693) ⚭ 1690 Dorothea Sophie von der Pfalz (1670–1748) | König August II. von Polen (1670–1733) ⚭ 1693 Christiane Eberhardine von Brandenburg-Bayreuth (1671–1727)   | König August II. von Polen (1670–1733) ⚭ 1693 Christiane Eberhardine von Brandenburg-Bayreuth (1671–1727)     | Kaiser Joseph I. (1678–1711) ⚭ 1699 Wilhelmine Amalie von Braunschweig-Lüneburg (1673–1742) | Kaiser Joseph I. (1678–1711) ⚭ 1699 Wilhelmine Amalie von Braunschweig-Lüneburg (1673–1742)                         |
| Großeltern                            | König Philipp V. von Spanien (1683–1746) ⚭ 1714 Elisabetta Farnese (1692–1766)           | König Philipp V. von Spanien (1683–1746) ⚭ 1714 Elisabetta Farnese (1692–1766)                    | König Philipp V. von Spanien (1683–1746) ⚭ 1714 Elisabetta Farnese (1692–1766)                                     | König Philipp V. von Spanien (1683–1746) ⚭ 1714 Elisabetta Farnese (1692–1766)                                     | König August III. von Polen (1696–1763) ⚭ 1719 Maria Josepha von Österreich (1699–1757)                     | König August III. von Polen (1696–1763) ⚭ 1719 Maria Josepha von Österreich (1699–1757)                       | König August III. von Polen (1696–1763) ⚭ 1719 Maria Josepha von Österreich (1699–1757)     | König August III. von Polen (1696–1763) ⚭ 1719 Maria Josepha von Österreich (1699–1757)                             |
| Eltern                                | König Karl III. von Spanien (1716–1788) ⚭ 1738 Maria Amalia von Sachsen (1724–1760)      | König Karl III. von Spanien (1716–1788) ⚭ 1738 Maria Amalia von Sachsen (1724–1760)               | König Karl III. von Spanien (1716–1788) ⚭ 1738 Maria Amalia von Sachsen (1724–1760)                                | König Karl III. von Spanien (1716–1788) ⚭ 1738 Maria Amalia von Sachsen (1724–1760)                                | König Karl III. von Spanien (1716–1788) ⚭ 1738 Maria Amalia von Sachsen (1724–1760)                         | König Karl III. von Spanien (1716–1788) ⚭ 1738 Maria Amalia von Sachsen (1724–1760)                           | König Karl III. von Spanien (1716–1788) ⚭ 1738 Maria Amalia von Sachsen (1724–1760)         | König Karl III. von Spanien (1716–1788) ⚭ 1738 Maria Amalia von Sachsen (1724–1760)                                 |
| Maria Ludovica von Spanien            |                                                                                          |                                                                                                   | | | | |                                                                                             | |